# Stanisław Olczyk (partyzant)
Stanisław Olczyk ps. Garbaty (ur. 8 września 1910 w Nieznanowicach) – działacz komunistyczny, dowódca oddziałów Gwardii i Armii Ludowej, oficer Milicji Obywatelskiej.

## Życiorys
Urodził się w rodzinie chłopskiej. Ojciec był robotnikiem rolnym. Przed wybuchem wojny wstąpił do Komunistycznej Partii Polski a w 1942 do Polskiej Partii Robotniczej. We wrześniu tego roku zorganizował pod Radomiem liczący około 30 ludzi oddział partyzancki Gwardii Ludowej PPR. Oprócz Polaków pod jego rozkazami służyli Żydzi, min. zastępca dowódcy Chil Brawerman ps. „Baca”. W listopadzie 1942 partyzanci z oddziału „Garbatego” przeprowadzili akcje wykolejenia pociągu oraz atak na posterunek policji we wsi Mirzec. Dwóch granatowych policjantów wysługujących się Niemcom ukarano chłostą. Przebywając w lasach starachowickich w rejonie nadleśnictwa Kutery 17 grudnia 1942 wraz z 76 Żydami ukrywającymi się w lesie zostali otoczeni przez Niemców. Doszło do walki w czasie której partyzanci wyrwali się z okrążenia, zginęło ok. 50 ludzi (20 partyzantów i ok. 30 ukrywających się Żydów), wśród ocalałych znaleźli się ranni „Garbaty”, „Baca” i Władysław Łodej, organizator ucieczek z getta w Iłży. 
W czasie leczenia Stanisław Olczyk przebywał w Nieznanowicach, zaraz po jego zakończeniu skontaktował się z działaczami PPR którzy powierzyli mu w marcu 1943 dowództwo nad 13-osobowym oddziałem GL w rejonie Włoszczowy. W czasie starcia z oddziałem Narodowych Sił Zbrojnych, który zorganizował zasadzkę w Kurzelowie, ludzie „Garbatego” zdobyli 3 karabiny i 2 pistolety. W sierpniu 1943 Olczyk wdał się w konflikt z por. Tadeuszem Grochalem ps. „Tadek Biały”, który uwięził go i próbował rozstrzelać. Wówczas jego oddział został włączony w skład oddziału dowodzonego przez „Tadka Białego”. Stanisław Olczyk zorganizował po tym nowy oddział liczący 10 ludzi. Z tym oddziałem brał udział w potyczce pod Czarncą w czasie której poległo 7 Niemców. Latem 1944 dowództwo Obwodu III Radomsko-Kieleckiego Armii Ludowej starało się podporządkować oddział „Garbatego” III Brygadzie im. gen. Józefa Bema ostatecznie pozostawiając go oddziałem samodzielnym. W tym czasie Olczyk przeprowadził szereg akcji zbrojnych przeciwko niemieckiemu okupantowi, min. zasadzki na szosie Włoszczowa – Jędrzejów i Nagłowice – Jędrzejów oraz zniszczenia pociągów w pobliżu stacji Małogoszcz i na trasie Włoszczowa – Ludynia, stoczono także kilka potyczek z siłami hitlerowskimi min. w pobliżu gajówki Zwierzyniec i w rejonie wsi Krasówek. 16 sierpnia 1944 roku, w okolicach Krzepina, Brygada Świętokrzyska NSZ porwała czterech partyzantów z oddziału „Garbatego” (dwóch zostało zastrzelonych, jednego wypuszczono na wolność, jeden uciekł). W tym czasie dowodzony przez Stanisława Olczyka oddział stoczył potyczkę pod Bebelnem w czasie której poległo 4 partyzantów a 2 zostało rannych. Wojska niemieckie straciły 2 czołgi.
W styczniu 1945, w czasie ofensywy zimowej prowadzonej przez Armię Czerwoną, oddział dowodzony przez Stanisława Olczyka brał udział w oczyszczaniu terenu z niedobitków i maruderów z Wehrmachtu. W czasie potyczki pod Kwiliną zginęło 23 Niemców. Wziętych do niewoli przekazano w ręce żołnierzy Armii Czerwonej.
Po zakończeniu wojny będąc komendantem Milicji Obywatelskiej ostrzegł kolegów z Armii Krajowej o grożącym im aresztowaniu. Następnie wystawił im fikcyjne zaświadczenia, że byli partyzantami w jego oddziale Armii Ludowej.

## Ordery i odznaczenia
- Order Krzyża Grunwaldu III klasy[1]
- Krzyż Walecznych
- Krzyż Partyzancki
- Medal Zwycięstwa i Wolności 1945
- trzykrotnie Odznaka za Rany i Kontuzje
- i inne